# 田内志文
田内 志文（たうち しもん、1974年4月15日 - ）は、翻訳家、文筆家、スヌーカープレイヤー。埼玉県出身。
ベストセラー『Good Luck』、『新訳 フランケンシュタイン』『新訳 ジキルとハイド』『失われたものたちの本』などの翻訳で知られる。

## 来歴
西武学園文理高等学校普通科、明星大学日本文化学部卒業。フリーライターを経て渡英、イースト・アングリア大学大学院にて翻訳を専攻。これは24歳のときにイギリスに留学し、1年が過ぎた後もイギリス滞在を望んだ際、たまたま翻訳関係の大学院の入学基準だけ満たしていたためである。
日本に帰国後、翻訳がすぐに仕事になりそうだという理由で翻訳家としての活動を開始。仕事の中でもっとも盛んなのは翻訳業ではあるが、「翻訳家」と名乗ると他の道を自ら塞いでしまうという気持ちから、自身の仕事については「文筆業」と名乗っている。
文筆業以外ではビリヤード選手としての活動もあった。2006年スヌーカー・チーム世界選手権、2007年スヌーカーアジア選手権日本代表。

## 訳書一覧
- 『Good Luck』アレックス・ロビラ、フェルナンド・トリアス・デ・ベス著　ポプラ社
- 『人生の贈り物』アレックス・ロビラ著　ポプラ社
- 『Letters to Me』アレックス・ロビラ著　ポプラ社
- 『Seven Powers』アレックス・ロビラ著　ポプラ社
- 『ザ・ワーズ 心を癒す言葉』アレックス ロビラ著 　ポプラ社
- 『グッドクライシス』アレックス・ロビラ 著 CCCメディアハウス
- 『Time Seller』フェルナンド・トリアス・デ・ベス著　ポプラ社
- 『7人のこびとがアンに教えてくれたこと』カリーナ・ステファノバ著　ポプラ社
- 『定職をもたない息子への手紙』ロジャー＆チャールズ・モーティマー著　ポプラ社

- 『幸福の迷宮』アレックス・ロビラ、フランセスク・ミラージェス著　ゴマブックス
- 『TREASURE MAP―成功への大航海』アレックス ロビラ、フランセスク ミラージェス 著、青砥直子共訳 アチーブメント出版
- 『A Second Wind』フィリップ・ポッツォ・ディ・ボルゴ著　アチーブメント出版
- 『話すヒント』フェラン ラモン・コルテス著　アスペクト出版
- 『トンネル』シリーズ　ブライアン・ウィリアムズ、ロデリック・ゴードン著　ゴマブックス
- 『レインボーマジック』シリーズ　デイジー・メドウズ著　ゴマブックス

- 『シークレット・オブ・ベッドルーム』アーヴィン・ウェルシュ著　エクスナレッジ
- 『シークレットエージェント・ジャック』シリーズ　エリザベス・シンガー・ハント著　エクスナレッジ
- 『BLUE』ニック・ジョンストン著　河出書房新社
- 『THE GAME』ニール・ストラウス著　アーティストハウス
- 『頭のいい人の片づけ方』マイク・ネルソン著　PHP研究所

- 『君に贈る最後の手紙』リチャード・カールソン著　日本実業出版社
- 『LOVE LETTERS 偉人たちのラブレター』ウルスラ・ドイル編　青山出版社
- 『ウィキリークス革命―透視される世界』ミカ・L・シフリー著　柏書房
- 『ザ・ゲーム（英語版） フェニックスシリーズ』ニール・ストラウス（英語版）著 パンローリング株式会社
- 『神様のホテル 「奇跡の病院」で過ごした20年間』ビクトリア・スウィート著　大美賀馨共訳　毎日新聞社
- 『ウォールフラワー』スティーブン・チョボスキー著　集英社文庫
- 『つらいのが僕でよかった』ローラ・ソビアック著　サンマーク出版
- 『魔術の人類史』スーザン グリーンウッド著 東洋書林
- 『イヴの聖杯　上・下』 ベン・メズリック著 竹書房

- 『吸血鬼ドラキュラ』ブラム・ストーカー著　角川文庫
- 『新訳 道は開ける』デール・カーネギー著　角川文庫
- 『新訳 人を動かす』デール・カーネギー著　角川文庫
- 『新訳　フランケンシュタイン』メアリー・シェリー著　角川文庫
- 『メイズ・ランナー』ジェームズ・ダシュナー著　角川文庫
- 『メイズ・ランナー2　砂漠の迷宮』ジェームズ・ダシュナー著　角川文庫
- 『新訳　ジキル博士とハイド氏』ロバート・スティーブンソン著　角川文庫
- 『オリエント急行殺人事件』アガサ・クリスティ著　角川文庫
- 『1984』ジョージ・オーウェル著　角川文庫
- 『ウォールデン 森の生活』ヘンリー・D・ソロー　角川文庫、2024年

- 『銀行強盗にあって妻が縮んでしまった事件』アンドリュー・カウフマン著 東京創元社
- 『奇妙という名の五人兄妹』アンドリュー・カウフマン著 東京創元社
- 『失われたものたちの本』ジョン・コナリー著　東京創元社
- 『10の奇妙な話』ミック・ジャクソン著　東京創元社
- 『ギデオン・マック牧師の数奇な生涯』ジェームズ・ロバートソン著 東京創元社

- 『レッド・クイーン』ヴィクトリア・エイヴヤード著 ハーパーコリンズ・ ジャパン
- 『レッド・クイーン 2　ガラスの剣』ヴィクトリア・エイヴヤード著 ハーパーコリンズ・ ジャパン
- 『暁の嵐 上・下』ヴィクトリア・エイヴヤード著、ハーパーコリンズ・ジャパン、2020年

## その他
- 『サーフベアと星の洞窟』原作　トライエム
- 『トレジャープラネット』ノベライズ　竹書房
- 『ろうそくの炎がささやく言葉』　勁草書房
- 『辞書、のような物語』　大修館書店